# Xinhang
Xinhang är en köping i östra Kina. Den ligger i Guangde i staden Xuancheng i provinsen Anhui, omkring 230 kilometer öster om provinshuvudstaden Hefei. Antalet invånare är 64 798. Befolkningen består av 31 458 kvinnor och 33 340 män. Barn under 15 år utgör 15,0 %, vuxna 15-64 år 75 %, och äldre över 65 år 9,0 %.